# Vicente Engonga
Vicente Engonga Maté (Barcelona, 20 oktober 1965) is een Spaans voormalig profvoetballer van Equatoriaal-Guineese afkomst. Hij speelde jarenlang als verdedigende middenvelder. Engonga was van 2008 tot 2009 bondscoach van het Equatoriaal-Guinees nationaal elftal.

## Clubvoetbal
Engonga begon zijn profloopbaan bij Gimnástica de Torrelavega (1984-1986). Vervolgens speelde hij voor Sporting Mahonés (1986-1991), Real Valladolid (1991-1992), Celta de Vigo (1992-1994) en Valencia CF (1994-1997). In 1997 kwam Engonga bij RCD Mallorca, waar hij het meest succesvol was. Met deze club haalde Engonga de finale van de Copa del Rey (1998) en de Europa Cup II (1999) en won de middenvelder in 1999 de Supercopa. Bovendien speelde Engonga in het seizoen 2000/2001 met RCD Mallorca in de UEFA Champions League. In 2002 werd zijn aflopende contract niet verlengen en Engonga vertrok naar Real Oviedo. Daar speelde hij zes maanden om vervolgens in januari 2003 te tekenen bij het Engelse Coventry City. Engonga sloot bij deze club in juni 2003 zijn loopbaan als profvoetballer af.

## Nationaal elftal
Engonga speelde veertien interlands voor het Spaans nationaal elftal. Hij debuteerde op 23 september 1998 in de vriendschappelijke interland tegen Rusland (1-0). Op 5 mei 1999 maakte Engonga tegen Kroatië zijn enige interlanddoelpunt. Hij behoorde tot de Spaanse selectie voor het Europees kampioenschap 2000 in Nederland en België. Engonga speelde op dit toernooi op 18 juni 2000 tegen Slovenië zijn laatste interland.